# Trachypithecus selangorensis
Trachypithecus selangorensis is een zoogdier uit de familie van de apen van de Oude Wereld (Cercopithecidae). De wetenschappelijke naam van de soort werd voor het eerst geldig gepubliceerd door Christian Roos, Tilo Nadler en Lutz Walter in 2008.

## Voorkomen
De soort komt voor in het westen van het Maleisisch schiereiland.